# 4922 Leshin
4922 Leshin là một tiểu hành tinh vành đai chính với chu kỳ quỹ đạo là 1552.3558531 ngày (4.25 năm). Nó được phát hiện ngày 2 tháng 3 năm 1981. Nó được đặt tên cho Laurie Leshin.